# Белоноги дујкер
Белоноги дујкер (лат. Cephalophus crusalbum) је врста дујкера. Питер Граб је 1978. белоногог дујкера (Cephalophus ogilbyi crusalbum) описао као подврсту огилбијевог дујкера (Cephalophus ogilbyi). Када је 2011. Колин Гроувс извршио ревизију класификације унгулатних сисара, признат је као посебна врста Cephalophus crusalbum.

## Угроженост
Ова врста наведена је као последња брига, јер има широко распрострањење и честа је врста.

## Распрострањење
Ареал белоногог дујкера је ограничен на једну државу, Габон.